# Feliks Kłodziński
Feliks Kłodziński (ur. 1913, zm. 1963) – pierwszy dyrektor naczelny Państwowego Teatru Muzycznego Opery i Operetki w Bydgoszczy. 

## Życiorys
Urodził się w 1913 roku. W okresie powojennym udzielał się jako animator amatorskich scen teatralnych. Będąc pracownikiem Zakładów Chemicznich w Łęgnowie, wystawił tam ze świetlicowym zespołem własną adaptację „Antka” Bolesława Prusa. W 1949 r. na scenie w Grudziądzu zaprezentował trzyaktową bajkę „Wyrok krasnoludka Pawła” z muzyką Floriana Dąbrowskiego i scenografią Witolda Wąsika. W 1952 r. zorganizował Pomorski Teatr Młodego Widza, który przekształcił się potem w Państwowy Teatr Popularny w Grudziądzu. 
W 1960 r. zatrudniono go na stanowisku dyrektora Państwowego Teatru Muzycznego Opery i Operetki w Bydgoszczy, który powstał na bazie Studia Operowego założonego w 1956 r. Jego poprzednicy kierujący Studiem Operowym: Zdzisław Wendyński i Felicja Krysiewicz pełnili swoje funkcje społecznie. Jego praca jako dyrektora wymagała dużych talentów organizacyjnych, gdyż bydgoska opera i operetka nie posiadała wówczas własnej sceny, mieszcząc poszczególne agendy w 10 punktach miasta. Do tego dochodziły problemy finansowe i kadrowe. Mimo wszelkich trudności, które pokonywano głównie dzięki zaangażowaniu i entuzjazmowi personelu teatru, udało się wystawić kilka znaczących premier: od „Hrabiny” S. Moniuszki (1960) przez „Madame Butterfly” G. Pucciniego (1961) po balet S. Prokofiewa „Romeo i Julia” (1962). Okrzepł zespół artystyczny i podnosiły się wskaźniki frekwencyjne. Lokalna prasa nadal pisała o kolejnych premierach z zauważalną życzliwością. 
Feliks Kłodziński zmarł 5 lutego 1963 r. w wieku 50 lat. Społeczeństwo żegnało go z żalem jako ofiarnego i skutecznego działacza kultury. Pozostawił po sobie także spuściznę literacką. Pisał nowele, bajki i powieści; niektóre z nich były drukowane w „Ilustrowanym Kurierze Polskim”.